# 3. tirolski lovski polk (Avstro-Ogrska)
Za druge 3. polke glejte 3. polk.
3. tirolski lovski polk (izvirno nemško 3. Tiroler Jäger Regiment) je bil pehotni polk avstro-ogrske skupne vojske.

## Zgodovina
Polk je bil ustanovljen leta 1895. 

### Prva svetovna vojna
Polkovna narodnostna sestava leta 1914 je bila sledeča: 59% Nemcev, 38% Tirolcev in 3% drugih. Naborni okraj polka je bil v Bolzanu, Brixnu, Trentu in Trstu, pri čemer so bile polkovne enote garnizirane sledeče: Roveretu (štab, II. in III. bataljon), Riva del Garda (I. bataljon) in Trento (IV. bataljon).

## Poveljniki polka
- 1908: Ignaz Verdross[3]
- 1914: Heinrich Vonbank[1]